# Valea Nandrului
Valea Nandrului – wieś w Rumunii, w okręgu Hunedoara, w gminie Pestișu Mic. W 2011 roku liczyła 164 mieszkańców.